# 惣掟
惣掟（そうおきて）は、中世日本において、百姓らが自主的に定めた惣村内部の法令。村掟（むらおきて）、地下掟（じげおきて）、村法（そんぽう）ということもある。同様に自治が認められた町においては町掟（まちおきて）とも呼ばれた。

## 概説
惣掟は、惣村の全構成員による寄合で決議されることが多く、そのため、惣村構成員に対する惣掟の効力は非常に強く作用した。特に、共同体秩序を崩壊させるような行為（窃盗、放火、殺人など）に対する罰則は、ほとんどの場合で死刑とされており、大変厳しいものであった。
その反面、その他の規定に対する違反については、惣村からの追放や財産の没収という罰則を伴っていたが、一定年限（数ヶ月～数年）が経過した後は、惣村の衆議によって解除されるケースがほとんどであった。

## 沿革
中世前期（平安末期～鎌倉中期）までは、民衆（百姓など）を規制する法令は、律令・公家法・本所法・武家法など支配者により定められたものしか存在していなかった。それに伴い、民衆に対する司法権・警察権の行使（検断沙汰）も支配者である荘園・公領領主や地頭武士に限られていた。
しかし、鎌倉後期ごろから室町前期にかけて、名（みょう）システムによる支配体型が崩壊していき、それまで分散して居住し特に連帯してこなかった百姓らが、新たに集住して村落をつくり、強い自治意識と連帯意識に支えられた惣村を形成するようになった。惣村は、原則としては荘園・公領領主や地頭・守護などによって支配される建前であったが、これら支配者の規制を唯々諾々として受け入れていた訳ではなく、一つの権利主体として、支配者に対し権利の要求を行うことがしばしば見られた。こうした要求活動を通じて惣村の自治権が強化されていき、反対に支配者側も惣村の了解が得られない限り、勝手に惣村への法令・規制を発布できない状況も生まれていた。
このように、惣村は支配者側との交渉を通じて各種権利を獲得していき、その権利を明文化して惣内部の法令とした。これが惣掟である。また、支配者からの一定の検断権を排除（拒否）する代わりに、惣村独自の検断権を行使する必要も生じていた。そこで、惣村構成員が遵守すべき項目についても、内部法令として明文化されることが多かった。これも惣掟の起源である。
当時先進地域だった畿内において、惣掟の事例数・その内容が最も発展していた。惣掟は、室町中期ごろを最盛期とし、戦国期にまで継続するが、戦国大名による一円支配が伸展するにつれて、惣村の自治権も剥奪されていき、惣掟も消滅するか、自治色を薄めた内容へと変質していった。

## 惣掟の例
注：今堀郷は現代の滋賀県東近江市今堀町付近。犬の飼育が禁じられていたことなどが判る。